# Nadine Story
Nadine Story is een Belgisch voormalig schutter.

## Levensloop
Story behaalde zilver op de Europese kampioenschappen van 1965 te Lissabon in het onderdeel 'skeet'.